# Дугга
36°25′20″ пн. ш. 9°13′6″ сх. д. / 36.42222° пн. ш. 9.21833° сх. д.
Дугга (берб. Tugga, фінік. , лат. Thugga, араб. دقة) — стародавнє місто на півночі Тунісу.
Спочатку було берберським поселенням (назва Дугга означає «пасовища»). У II ст. до н. е. Дугга становиться столицею нумідійського правителя Масинісси. Наприкінці II ст. до н. е. Дуггу захоплено римлянами.
Дугга пережила візантійське правління, а потім була захоплена вандалами.
Добре зберігся театр, побудований близько 168 до н. е., і сьогодні використовується під час проведення Фестивалю Дугги щоліта.

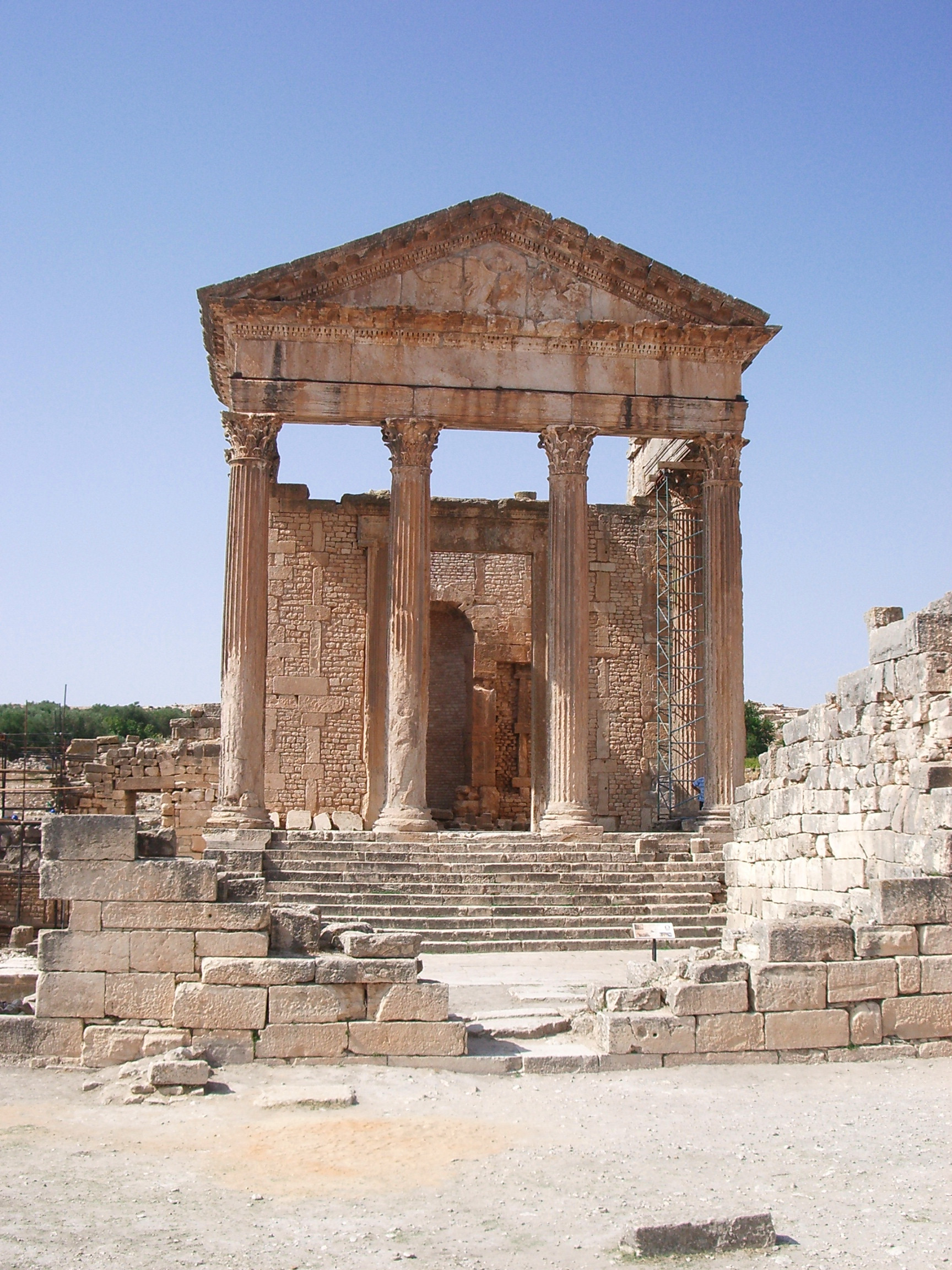